# Furcantenna
Furcantenna is een vliegengeslacht uit de familie van de zweefvliegen (Syrphidae).

## Soorten
- Furcantenna malayana Reemer, 2020[2]
- Furcantenna nepalensis Reemer, 2013[3]
- Furcantenna yangi Cheng, 2008[1]